# ビクターエンタテインメント
ビクターエンタテインメント株式会社（英語: Victor Entertainment, Inc.）は、音楽ソフト発売・販売業務を行う日本企業であり、JVCケンウッドの完全子会社でもある。
1972年4月24日まで日本ビクター（現・JVCケンウッド）の音楽レコード事業部、2011年9月30日までは日本ビクターの機能子会社であった。
旧社名は1972年4月25日から1993年3月31日まではビクター音楽産業株式会社（ビクターおんがくさんぎょう、略称：ビクター音産）、1993年4月1日から2014年3月31日まではビクターエンタテインメント株式会社（初代）。2014年4月1日に株式会社JVCケンウッド・ビクターエンタテインメント（JVCKENWOOD Victor Entertainment Corp.）に商号変更したが、2024年4月1日にビクターエンタテインメント株式会社（二代目）に商号を戻した。

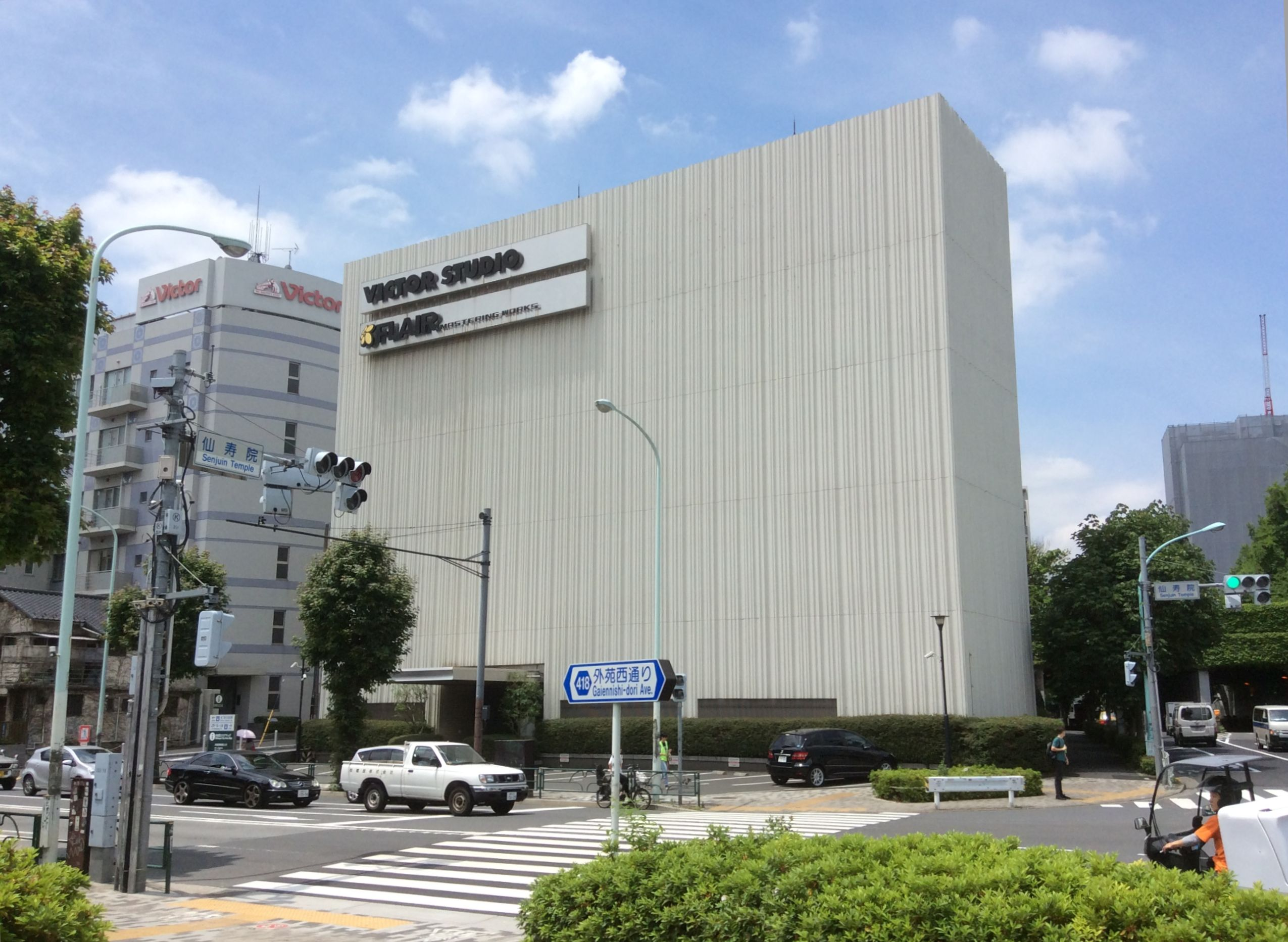
渋谷区神宮前にある「ビクタースタジオ」（2017年6月9日撮影）

## 概要
日本ビクター株式会社（現・株式会社JVCケンウッド）が1927年より展開していたレコード盤（メディア）製造部門を除くレコード音源制作・販売事業、および出版事業（ビクター出版株式会社）を含め、1972年4月25日に分社化しビクター音楽産業株式会社として設立。日本コロムビア株式会社やユニバーサル ミュージック合同会社に次ぐ歴史を有する日本のレコード会社であり、多種多様なアーティストが所属する。
1993年4月に分社化していた販売部門（日本エイ・ブイ・シー株式会社）を吸収合併しビクターエンタテインメント株式会社（初代）へ社名変更。2014年4月1日に親会社名に揃えた社名（株式会社JVCケンウッド・ビクターエンタテインメント）へ一時変更。メディア製造部門は2007年に日本ビクターからビクタークリエイティブメディア（現：JVCケンウッド・クリエイティブメディア）株式会社へ分社化した。
1983年にゲームソフト（パソコンゲーム・テレビゲーム）事業に参入したが、1996年に日本ビクター子会社のパック・イン・ビデオへ統合されビクターインタラクティブソフトウェア（VIS）へ社名変更された。VISは2003年に同業のマーベラスへ売却され、2007年6月にマーベラスへ吸収合併されている。
1989年に「ビクターブックス（VICTOR BOOKS）」の名称で書籍事業を立ち上げ、音楽・映画関係の単行本・グラビア写真集とスポーツ雑誌「ワールドサッカーグラフィック（WSG）」などを細々と刊行したが、2003年にぴあ株式会社へ事業譲渡。WSGは2008年に休刊となったが、2011年にぴあ本社が入居する渋谷ファーストタワーに本社事業所を移転、現在も入居している。

### 映像部門
1970年代よりタツノコプロ・学研・サンライズ・葦プロダクションなどが制作するアニメソングを数多く担当しており、1984年にレコード会社が初めて製作したOVA「BIRTH」とピンク・レディーなどのミュージックビデオによってビデオ制作事業に本格参入した。
1999年からはそれまでの日本ビクターに代わる形でテレビアニメ番組への製作出資にも進出した（ソフト企業としてバンダイビジュアル・日本コロムビア（ANIMEX）・パイオニアLDC・ポニーキャニオンなどに追従）。2007年にアニメの企画・発売事業はJVCエンタテインメントを経てフライングドッグへ承継した。
1983年からVHDカラオケディスクの展開を2003年まで続け、その後継としてDVDカラオケソフトを発売したが、2009年以降新譜の発表がない。
アニメを除く映画やテレビ番組など版権物のビデオソフト事業は元来日本ビクター本体に留まっており、日本ビクターもしくは合弁会社の「パック・イン・ビデオ」や「CIC・ビクター ビデオ」を通じて展開されていた。1984年より当社においても他社が発売元となるソフトの受託販売も行っているが、2005年頃より韓流ドラマを中心とした海外ドラマジャンルに絞られている。
「パック・イン・ビデオ」の映像事業は1994年、ビクターエンタテインメントに譲渡、ゲーム事業に専念。後に前述通り、ビクターインタラクティブソフトウェアに社名変更した。

### テイチクとの合併構想
1990年代前半に、ビクター音楽産業とテイチク株式会社（現・テイチクエンタテインメント株式会社）を合併して『パナソニックレコード（Panasonic Records）』を作る構想が浮上した。
日本ビクターとテイチクの親会社であった松下電器産業（現・パナソニックホールディングス株式会社）は、当時MCAを傘下に収めており、それらを統合することで、国内最大の総合ソフトエンタテインメント会社の設立を目指していた。その一端として、1991年にMCAビクター（後に「ユニバーサルビクター」と改称）をビクター音産の傘下に設立し、国内最大の総合エンタテインメント会社への布石を打った。1989年にコロムビア映画や米国コロムビア・レコードを買収したソニーに対抗しようと画策したものであった。また、テイチク傘下にも「エムシーエー・パナソニック・ミュージック株式会社」を設立していた。
しかし、ビクター・テイチク合併構想は結局頓挫し、1995年にパナソニックはMCA株の大半をシーグラムへ売却。2000年にシーグラムが買収したポリグラム（ポリドール、MME）が社名変更したユニバーサルミュージック側に吸収され消滅した。その経緯において、2003年まではビクターがユニバーサルの販売を受託していた。
キラーコンテンツが不在のテイチクは経営不振に陥り、1999年に松下から日本ビクターに持株を譲渡されたことで当社専務の飯田久彦を社長に送り込み、社名変更や事業の縮小、社内カンパニーのインペリアルレコードの設立など経営改革を図った。当社とテイチクは15年余り兄弟会社となっており買収の標的とされていたが、2015年4月にエクシングがテイチクを買収（ブラザー工業グループ入り）したことで関係がなくなったものの、パッケージメディアの製造や販売等の流通委託に関してはこれまで通り継続されている。

## 沿革
- 1927年（昭和2年）9月13日 - 米国ビクター社（ビクタートーキングマシン）の日本法人として、日本ビクター蓄音器株式会社（にほんビクターちくおんき、Victor Talking Machine Co. Of Japan, Ltd.）を設立する。
- 1929年（昭和4年） - 親会社のアメリカビクター社がRCAに吸収合併された事に伴い、東芝・三井財閥の出資を受ける様になる。
- 1938年（昭和13年） - 9·18事変に伴い日米関係が悪化する。アメリカRCA社は資本提携を解消し、株式を日産コンツェルンに譲渡する。直後に日産コンツェルンのグループ会社だった日産自動車が東京芝浦電気に株式を売却し、東芝傘下に入る。
- 1943年（昭和18年） - 開戦に伴い、陸軍省の指導（敵性用語の排除の指導）を受け、社名を日本音響株式会社（にほんおんきょう）に変更する。レーベル名は英語の『VICTOR』のままだったが、ニッパーの下に書いてあった"His Master's Voice"の文言を消すなどしている。
- 1945年（昭和20年）12月29日 - 敗戦を機に、社名を日本音響から日本ビクター株式会社に変更する[2]。
- 1957年（昭和32年） - 日本ビクターが傘下の「ビクターレコード株式会社」が制作したRCAビクター（後の米国ソニー・ミュージックエンタテインメント）以外のレーベル原盤の洋楽の配給を始める。（後のワールドグループ販売事業部）
- 1970年（昭和45年） - フィリップスレーベル部門（邦楽、洋楽）が日本フォノグラム株式会社（後のマーキュリーミュージックエンタテインメント[注釈 1]）として分離・独立する。
- 1972年（昭和47年）4月25日 - 日本ビクターの音楽ソフト部門のうち、製造部門を除く制作・営業・宣伝、および出版事業などの部門を「ビクター音楽産業株式会社」（英文社名：Victor Musical Industries, Inc.）として分離・独立する[注釈 2]。
- 1975年（昭和50年）9月21日 - RCAレーベル部門（邦楽、洋楽）がRVC株式会社[注釈 3]として分離・独立。
- 1977年（昭和52年）9月25日 - 同年1月1日に日本ビクターがロゴマークを変更したことに合わせ、「VICTOR」から「Victor」へデザインを順次変更（邦楽のシングル品番がSV-6279[注釈 4] 、および洋楽のシングル品番がVIP-2557[注釈 5]、童謡・アニメソング等の子供向けシングル品番がKV-62[注釈 6]以降、アルバム品番がSJX-20015[注釈 7]以降）。これに伴い、洋楽部門のワールドグループ販売事業部（別称：ビクター・ワールドグループ）を統合。
- 1984年（昭和59年） - 営業部門のうち、日本ビクターの市販市販を日本エイ・ブイ・シー株式会社（AVC）として分社化する。
- 1990年（平成2年）
  - 5月21日 - 子会社の株式会社メイジャーズを通し、レーザーディスクソフトの販売を発売（初リリースソフトは「メガゾーン23III イヴの目覚め」（MAJ-1）「メガゾーン23III 開放の日」（MAJ-2）の2タイトル同時発売）。親会社の日本ビクターがレーザーディスクのライバルであるVHDビデオディスクの盟主であったため、当社もレーザーディスクソフトを発売することが出来なかった。
  - 11月21日 - 子会社のメイジャーズを通すことなく、当社がレーザーディスクソフトを発売。初リリースソフトは「ロードス島戦記1」（VILF-1）。
- 1993年（平成5年）4月1日 - 日本エイ・ブイ・シーを合併、社名をビクターエンタテインメント株式会社（初代法人）に変更する。
- 1999年（平成11年）10月1日 - 本社を渋谷区神宮前から港区北青山に移転する。
- 2003年（平成15年） - VHDビデオディスクの製造・販売事業から撤退。
- 2007年（平成19年） - ビクターエンタテインメントのアニメ関連事業（Victor Animation[注釈 8]とm-serve[注釈 9]の両ブランド）を新設子会社のJVCエンタテインメント（JVC Ent.）へ移管する。同時に、ビクターアニメーションとビクターエムサーブの両レーベルを統合[注釈 10]、新たに“FlyingDog”として再出発する。
- 2009年（平成21年）
  - 1月1日 - JVCエンタテインメントと事業を統合・再編する。JVCエンタテインメントの間接部門をビクターエンタテインメントに統合し、音楽事業をビクターエンタテインメントが、アニメ音楽・映像事業をJVCエンタテインメントが社名変更するフライングドッグがそれぞれ受け持ち、両社にあるネットワーク・配信事業を統合しJVCネットワークスを新設する。また、JVCエンタテインメントのアーティスト・マネジメント事業をビクター・ミュージックパブリッシングに統合する。タレントマネジメント、キャスティング、広告代理事業を新設のJVCエンタテインメントが受け持っている。
  - 11月 - 一部新聞紙で「ビクターエンタテインメントなどの日本ビクターの音楽部門をコナミに売却する方向で調整している[3]」と報道される。JVC・ケンウッド・ホールディングスはニュースリリースで即座に否定。最終的にコナミとの交渉は同月下旬に打ち切られたと報道された[4]。
- 2010年（平成22年）
  - 4月6日 - 一部新聞紙で「ソフトバンクがビクター エンタテインメントに出資し、将来的には過半数の株式を取得して子会社化する方針である[5]」と報じられる。JVC・ケンウッド・ホールディングスはニュースリリースで即座に否定した[6]。
  - 4月16日 - 一部報道機関で「ソフトバンクが5月を目処にビクター エンタテインメントの過半数の株式を取得し子会社化、年内に残りの株式も取得し完全子会社化することで大筋合意した[7]」と再び報じられた。ソフトバンク、JVC・ケンウッド・ホールディングス共にニュースリリースで否定[8][9]。最終的に4月29日、昨年のコナミ同様交渉が打ち切られたと報じられた[10]。
- 2011年（平成23年）10月1日 - JVCケンウッドが傘下の事業会社であった日本ビクターを合併した事に伴い、同社が親会社となった。
- 2012年（平成24年）7月1日 - 企業ロゴマークを一新。ただし旧・日本ビクター時代のシンボルマーク、「ニッパー」（His Master's Voice）は継承されている。
- 2014年（平成26年）4月1日 - 社名を株式会社JVCケンウッド・ビクターエンタテインメントに変更。
- 2015年（平成27年）6月10日 - デジタル部門が新レーベル「AndRec」（アンドレック）を設立し、第1弾アーティストとして丸本莉子を国内初のハイレゾ配信でデビューさせた[11]。
- 2019年（令和元年）6月 - 社内カンパニー兼ゲームレーベルビクターエンタテインメント・ゲームズを設立。第1弾プロジェクトとして『THE KING OF FIGHTERS for GIRLS』の始動を発表した[12]。
- 2023年（令和5年）10月1日 - 当社が出資・協力、タイシタレーベルミュージック、アミューズが運営に携わり、アミューズ社長の中西正樹が代表取締役社長を務めるコミュニティFM局「茅ヶ崎エフエム」（神奈川県茅ヶ崎市）が開局[13][14][15][16]。
- 2024年（令和6年）4月1日 - 「ビクター」ブランドの更なる訴求を目的として10年ぶりに商号をビクターエンタテインメント株式会社（二代目法人）に戻した[17]。

## 関連会社・団体
- フライングドッグ（アニメ部門）
- JVCネットワークス
  - エルアンドエル・ビクターエンタテインメント - JVCネットワークス、Love&Light、ウインター・ヒースとの合弁で設立[18]。2018年4月からLove&Lightの業務が移管される。
- ビクターミュージックアーツ（旧：ビクター・ミュージックパブリッシング。2009年4月に社名変更）
- スピードスター・ミュージック
- 公益財団法人日本伝統文化振興財団 - 保有音源については、アナログLP「鬼太鼓座コレクション」（キングインターナショナル）など他社からの発売となる場合もある。

### 過去の関連会社
- JVCエンタテインメント・ネットワークス→JVCエンタテインメント（旧社） - 2009年1月に解体（法人はフライングドッグに社名変更）。
- JVCエンタテインメント（新社） - 2011年3月にハーキュリーズに事業譲渡。
- ビクター音楽芸能 - 2009年3月にビクター・ミュージックパブリッシングに事業譲渡し解散。
- 株式会社メイジャーズ（レーザーディスクソフト発売子会社）
- CJビクターエンタテインメント - CJグループ傘下CJ ENMの音楽・芸能部門との合弁事業につき、2014年4月に設立[19]。2017年5月、同グループの日本撤退により業務終了[20]。

## 主要レーベル
- Victor（His Master's Voice）（ビクター）
- INVITATION（インヴィテーション）
- JVC JAZZ（ジェイブイシー ジャズ）
- SPEEDSTAR RECORDS（スピードスターレコーズ）
  - TAISHITA（タイシタ）- サザンオールスターズとそのメンバーのみが所属するプライベートレーベル
- Getting Better（ゲッティング・ベター）
  - NF Records（エヌエフレコーズ）- サカナクション主宰のレーベル[21]。藤原ヒロシも所属。
  - MOB SQUAD（モブ・スクアッド） - Dragon Ashのプライベートレーベル
  - Lingua Sounda（リンガ・サウンダ）- BUCK-TICKのプライベートレーベル
  - Narisome Records（ナリソメレコーズ）- 人気インディーズレーベルTHE NINTH APOLLOとの共同インディーズレーベル[22]
  - D.T.O.30（ディー・ティー・オー・サーティ）- 名古屋のレーベル・TRUST RECORDSとの共同インディーズレーベル[23]
- Colourful Records（カラフルレコーズ）[24]
  - her（ハー）- SCANDALのプライベートレーベル
  - ELA（エレラ）- 木村カエラのプライベートレーベル
  - 伽羅古録盤 - レキシのプライベートレーベル。『カラフルレコーズ』の当て字になっている。
- CONNEXTONE（コネクストーン）- 2019年4月、ビクター洋楽部とコネクトーン制作部を統合[25]。
  - CONNECTONE（コネクトーン）
  - starplayers Records - RHYMESTER主宰のレーベル
  - plusGROUND（プラスグラウンド）
  - BLACK SHEEP RECORDS
  - CONECTUNE（コネクチューン）
- DGP RECORDS（ディージーピーレコーズ）- Base Ball Bear主宰のレーベル。メンバー・小出主宰の別バンドmaterial clubも本レーベル所属[注釈 11]。
- AndRec（アンドレック）
- HAPPY HOUSE（ハッピーハウス）

### かつて存在したレーベル
- GAM（ガム） - 1970年代前半に存在していたアイドル専門レーベル。尤も、麻丘めぐみの2ndシングルまでの作品は当レーベルからリリースされた。
- CJビクターエンタテインメント - 韓国のCJ E&Mとの合弁
- FlyingStar Records（フライングスター・レコーズ）
- HEARST RECORDS - 本来は映画『カノジョは嘘を愛しすぎてる』の劇中レーベルだが、実際に世に放たれた関連作品全てもこのレーベル名で発売された。
- HiHiRecords[26]（ハイハイレコード）- 幼児および子供向けレーベル
- KENWOOD RECORDS
- m-serve
- VERSIONMUSIC（バージョンミュージック）- ガールズポップ/アイドル専門レーベル[27]
- XEO Invitation（ゼオインヴィテーション）
- 木馬座レコード - 劇団木馬座関連レーベル。ケロヨン関連の作品もここから出されていた。
- Q2 Records（キューツーレコーズ）- 音楽ライターの三宅正一主宰のレーベル[28]。踊Foot Worksやマテリアルクラブが所属[29]。
- 浮雲レーベル - 当社と烏龍舎との共同プロジェクトでレミオロメンをサポートするために発足したレーベル。

## 主な所属アーティスト
※五十音順。

### あ・か行
- EINSHTEIN & 言×THE ANSWER（2018年〜）
- 杏沙子（2018年〜）
- 飛鳥とも美（2013年〜）
- ADAM at（2015年〜）
- Appare!（2025年〜）
- A夏目（2022年〜）
- ANFiNY（2020年〜）
- 家入レオ（2012年〜）
- いであやか（2015年までは「井手綾香」名義）（2011年〜）
- 伊万里有（2018年〜）
- いれいす（2022年〜）
- East Of Eden（2023年〜）
- UA（1995年〜）
- WONHO（ウォノ）（2021年〜）
- SSMP（2019年〜）
- edda（2017年〜）
- LM.C（同社内のCJビクターエンタテインメントから移籍）（2017年〜）
- the engy（2019年〜）
- 大原櫻子（2014年〜）
- ALLOVER（2014年〜）
- おかゆ（2019年〜）
- 荻野目洋子（1984年〜）
- 鬼束ちひろ（2016年〜）
- かしわ（2019年〜）
- Kanaria（2019年〜）
- 輝&輝（2019年〜）
- GYZE（2014年〜）
- KICK THE CAN CREW（2017年〜）
- 木村カエラ（2013年4月に日本コロムビアより移籍、社内にプライベートレーベル「ELA」を新設）（2013年〜）
- 木村拓哉（2017年〜）
- キュウソネコカミ（2014年〜）
- Kiroro（1998年〜）
- くるり（1998年〜）
- K (歌手)（2017年〜）
- 小泉今日子（1982年〜）
- 神戸兄弟（2019年〜）
- Cocco（1997年〜）
- KOKIA（1998年〜）
- 琴音（2019年〜）
- 小西真奈美（2018年〜）
- KENTY-GROSS GROSS（2005年〜）

### さ・た行
- チューリップ（1997年〜）
  - 財津和夫（EMIミュージック・ジャパン → ファンハウス → 日本コロムビアから移籍）
- 酒井法子（1987年〜2009年、2016年〜）
- 斉藤和義（2000年〜）
- サカナクション（2007年〜）
- 佐藤流司（2019年〜）
- さやか
- サザンオールスターズ（1978年〜）
  - 桑田佳祐
  - 関口和之
  - 松田弘
  - 野沢秀行
  - 原由子
- さだまさし（2018年〜、ユーキャンから移籍）
- jizue（2017年〜）
- 柴咲コウ（2014年〜）
- 柴田淳（2006年〜）
- スガシカオ（2013年〜）
- SCANDAL（2019年〜、エピックレコードジャパンから移籍。社内レーベル「Colourful Records」にプライベートレーベル「her」を設立。）
- SPECIAL OTHERS（2005年〜）
- SOIL&"PIMP"SESSIONS（2004年〜）
- 高嶺のなでしこ（2024年〜）
- 髙橋真梨子（1978年〜）
- 辰巳ゆうと（2018年〜）
- 田島貴男&長岡亮介（2018年〜）
- 田村芽実（元アンジュルム。アップフロントワークス（hachamaレーベル）から移籍）（2018年〜）
- CHERRY GIRLS PROJECT（2022年〜）
- 築田行子（2018年〜）
- 近田春夫（2018年〜）
- ちく☆たむ（2018年〜）
- つじあやの（1999年〜）
- TFG（2019年〜）
- 手嶌葵（2012年〜）
- D（同社内のCJビクターエンタテインメントから移籍）（2017年〜）
- DEAR KISS（2021年〜）
- DJ PMX（2007年〜）
- Devil ANTHEM.（2023年〜）
- ときのそら（2019年〜）
  - SorAZ（2023年〜）
- Dragon Ash（ → 同社内のプライベートレーベルMOB SQUADに所属）（1997年〜）

### な - わ行
- 長山洋子（1984年〜）
- BUCK-TICK（1987年〜1996年、2016年〜）（マーキュリー、BMG JAPAN、徳間ジャパン所属を経て、2016年自主レーベル「Lingua Sounda」をビクターエンタテインメント内に移し、今後の作品リリースを同社から行うことを発表した）
- 夏川りみ（1999年〜）
- Nulbarich（2018年〜）
- Neetz（KANDYTOWN）（2019年〜）
- NEENEE（2017年〜）
- noon（2004年〜）
- PURPLE KISS（2021年〜）
- Pile（2014年〜）
- 橋幸夫（後援者だった佐川清が設立したリバスター音産に副社長兼任として移籍したが、同社の解散に伴い復帰）（〜1983年、1993年〜）[注釈 12]
- THE BACK HORN（2001年〜）
- 浜浦彩乃（2024年〜）
- paris match（2000年〜）
- Billlie（2023年〜）
- 広瀬香美（1992年〜）
- ピンク・レディー（1976年〜1981年、1996年、2010年〜、一時解散後、それぞれ独立しフリーで女優業を営む → 84年に最初の再結成に伴いバップに一時移籍 → 95年より2度目の再結成 → 2002年度より3度目の再結成の際にテイチクエンタテインメントに一時移籍と4年間ライブ活動の末、ユニットとしての活動終了が予定されていたがその後、ユニットとしての解散が取り消され事実上の4度目の再結成を果たすこととなり、2024年現在も現役ユニットとして活動している）
- Fear, and Loathing in Las Vegas（2022年〜）
- 風味堂（2004年〜）
- FUKI（2015年〜）
- 藤田麻衣子（2014年〜）
- 藤巻亮太（2014年〜）
- 藤原さくら（2015年〜）
- Plastic Tree（同社内のCJビクターエンタテインメントから移籍）（2017年〜）
- The Floor（2018年〜）
- The Hey Song（2019年〜）
- Base Ball Bear（プライベートレーベル「DGP RECORDS」所属）（2018年〜）
  - material club（Base Ball Bearのボーカル・ギターである小出祐介主宰の別ロックバンド。Base Ball Bearと同じくDGP RECORDS所属）（2024年〜）
- 星野源（2010年〜）
  - ニセ明（2025年〜）[30]
- 細野晴臣（複数の移籍を経て2006年〜）
- 堀江淳（1994年〜）
- 松下洸平（2008年〜2009年（「洸平」名義）、2021年〜）
- 松本伊代（1981年〜）
- マツヤマイカ（2024年〜）[31]
- MAMAMOO（2018年〜）
- マリアンヌ東雲（2019年〜）
- 丸本莉子（2015年〜）
- 三田明（1963年〜）
- 宮崎奈穂子（2018年〜）
- M!LK（2021年〜）
- むぎ (猫)（2019年〜）
- モトーラ世理奈（2019年〜）
- MONONOKE（2023年〜）
- 森進一（1966年〜）
- 薬師丸ひろ子（2016年〜）
- 屋比久知奈（2019年〜）
- 山内惠介（2001年〜）
- Yogee New Waves（2018年〜）
- 横山ルリカ（同社内のCJビクターエンタテインメントから移籍）（2017年〜）
- ライトガールズ（2018年〜）
- RHYMESTER（2015年〜）
- LUCKY TAPES（2018年〜）
- LOVE PSYCHEDELICO（2000年〜）
- LOVEBITES（2016年〜）
- Little Parade（2021年〜）
- lyrical school（2019年〜）
- LUNASUN（2019年〜）
- RED SPIDER（2016年〜）
- RAY（2017年〜）
- The Ravens（2020年〜）
- レルエ（2020年〜）
- Lotus Land（2017年〜）
- Wakana（2018年〜）
- ワンダフルボーイズ（2019年〜）

## かつて所属していたアーティスト
あ・か行
- 相沢舞（2013年）
- Ivy to Fraudulent Game （2017年〜2019年）
- アイリス (by MORADOLL)（2014年〜2016年）
- アイリーン・フォーリーン（1985年〜1988年に活動停止後、1993年に再結成し故郷の高知県を拠点に活動中）
- 青江三奈（1966年〜2000年没）
- 阿川泰子（1978年〜2000年）
- 秋山奈々（2006年〜2008年）
- 麻丘めぐみ（1972年〜1977年。その後、ワーナー・パイオニア → トーラスを経てポリスターへ移籍）
- 朝田のぼる（1986年）
- 麻田華子（1988年〜1989年）
- AJICO（2000年〜2001年活動停止）
- AZKi（2023年〜2025年。ホロライブ自社レーベルへ[32]）
- 安達祐実（1993年〜1998年）
- 新しい学校のリーダーズ（2017年〜2019年）
- UP-BEAT（1981年〜1995年解散）
- ANATAKIKOU（2005年〜2007年）
- APOGEE（2006年〜2009年）
- 綾瀬はるか（2006年〜2010年）
- あゆ朱美（その後本名の戸田恵子に改名し、声優・女優として活動。2007年に歌手活動再開） (1974年〜1976年、2007年〜2008年)
- 有坂美香（2000年〜2006年）
- THE ALFEE（1974年〜1975年、 → ALFIE時代に在籍。「府中捕物控」の発売中止騒動を機に自ら契約を解除。その後ポニーキャニオン → EMIミュージック・ジャパン → ユニバーサルミュージックへ移籍）
- ANTY the 紅乃壱（2010年）
- アン・ルイス（1971年〜1981年）
- 飯島真理（1982年〜1987年、 → アルファ・ムーン（現：ワーナーミュージック・ジャパン）への移籍を経て、現在はアメリカを拠点としてインディーズで活動中。ビクター時代の音源の一部はフライングドッグにも権利あり）
- 飯田久彦（1971年〜1972年。シングルを2枚リリース後、歌手活動を一度引退。ビクターにアルバイトとして入社後、1975年に正社員となり、ディレクター・プロデューサーとして活動。その後散発的に歌手としての活動を再開）
- THE 家元（1990年〜1992年）
- 石川ひとみ（1999年）
- いしだ・あゆみ（1964年〜1968年、 → 1968年にコロムビアに移籍、1980年代にアルファレコード → CBS・ソニーを経てトーラスレコードに移籍後は女優業に専念）
- 石野真子（1978年〜）
- 磯貝サイモン（2006年〜2008年）
- 稲垣吾郎（1991年〜2016年、SMAPとして。解散後、ジャニーズ事務所退社後、新しい地図としてワーナーミュージック・ジャパンに移籍）
- 井上望（1979年〜1982年）（引退後、エド山口と結婚。母親になった後は音楽プロデューサーとして復帰）
- 岩崎宏美（1975年〜2000年、 → 2001年、テイチクエンタテインメント）（Imperial Recordsに移籍。）
- 一発逆転（1986年〜1989年）
- 魚海洋司（1987年）
- ウクレレえいじ（2008年）
- 海原千里・万里（1975年〜1977年）（千里は現在の上沼恵美子。テイチクから移籍）
- 浦島坂田船（2016年、 → 2017年にNBCユニバーサル・エンターテイメントジャパンに移籍）
- ウルトラガール（2015年）
- ARB（1978年〜1990年解散 → 1998年にユニバーサルビクターにて再結成 → M&I COMPANYに移籍 → 2006年に活動休止）
- ESCOLTA（2007年〜2010年）
- Especia（2015年〜2016年）
- EMI MARIA（2009年〜2014年）
- エレクトリックギュインズ（2006年〜2009年）
- endive（2004年〜2006年）
- 遠藤響子（1981年〜1985年）
- 扇愛奈（2006年〜2007年）
- Awesome City Club（2015年〜2020年、 → cutting edge）
- OJS48（2010年）
- オオゼキタク（2004年〜2007年）
- オオタスセリ（2006年）
- 大月みやこ（キングレコードから移籍し1970年代に在籍、1980年以降再び古巣のキングレコードへ移籍）
- 大竹しのぶ
- オーノキヨフミ（2004年〜2006年、 → インディーズ）
- 岡本舞子（1985年〜1987年）
- 尾崎紀世彦（1975年）
- オダギリジョー（2006年）
- オックス（1968年〜1971年、 → 解散後、野口ヒデトは野口ひでとに改名してビクターからソロデビュー。その後フィリップスを経て、現在の真木ひでとに改名してCBS・ソニーから再デビュー）
- 踊Foot Works（2018年〜2019年）
- オトナモード（2006年〜2010年）
- ORANGE RANGE（2012年〜2025年）（2025年、ソニー・ミュージックレコーズへ復帰移籍）
- オヨネーズ（1989年〜1998年）
- 甲斐智枝美（1980年〜1982年、 → その後女優に転身、1990年に結婚・引退）
- 餓鬼レンジャー（2001年〜2017年、インディーズへ移行）
- 香取慎吾（1991年〜2016年、SMAPとして。解散後、ジャニーズ事務所退社後、新しい地図としてワーナーミュージック・ジャパンに移籍）
- 金子美香（1987年〜1992年）
- 金沢明子
- 金元寿子（2013年）
- カヒミ・カリィ（2003年〜2010年）
- GARI（2005年〜2006年）
- カルテット（2006年〜2009年）
- カレン（2009年〜2013年）
- 菅野美穂（1995年〜1996年）（2000年9月に「蓮井朱夏」名義でSMARからリリース）
- 冠二郎（1967年〜1975年）（1976年に日本コロムビアに移籍）
- KEYTALK（2013年〜2018年）（2019年にVirgin Musicへ移籍）
- キグルミ（2006年〜2008年）
- キグルミチコ（2007年）
- キセル（2001年〜2005年）（2006年カクバリズムに移籍）
- キャプテン (アイドルグループ)（1981年〜1990年）
- CUBE JUICE（2002年〜2007年）
- 京本政樹（1984年〜1986年）（1988年移籍後、2013年よりビクターからリリース）
- 清浦夏実（2008年〜2011年）
- 清木場俊介（2009年〜2017年）
- THE GOOD-BYE（1983年〜1990年）
- 草彅剛（1991年〜2016年、SMAPとして。解散後、ジャニーズ事務所退社後、新しい地図としてワーナーミュージック・ジャパンに移籍）
- 久宝留理子（1998年～2001年）（EPIC・ソニーから移籍）
- クラッシュギャルズ（1984年〜1988年）
- 倉橋ヨエコ（2005年〜2008年廃業）
- クリープハイプ（2012年〜2014年）（2014年、ユニバーサルミュージックへ移籍）
- KUWATA BAND（1986年の1年限りで解散）
- GEN（1990年〜1992年）
- GOING UNDER GROUND（2001年〜2009年、2010年ポニーキャニオンへ移籍）
- 小鳩くるみ（1953年〜1988年）
- 小金沢昇司（1988年〜1997年）（現在はキングレコードに在籍）
- コダマセントラルステーション（2007年〜2008年）
- 小桃音まい（2013年〜2014年）
- 小西康陽（2010年）
- coba（2005年〜2007年）
- 小林幸子（小林さち子名義で同社に在籍していた。現在は小林幸子として日本コロムビアに所属）
- 小日向しえ（1998年〜2003年）（歌手活動終了）
- ザ・コブラツイスターズ（1999年〜2003年）（ → 2005年にバップへ移籍）
- コミネリサ（2007年〜2010年）
- CORICORI（2008年）

さ・た行
- SOUTH BLOW（2006年〜2007年）
- 酒井法子（1987年〜不祥事により2009年8月28日付で契約解除）（2016年〜在籍）
- 酒井美紀（1993年〜1998年）
- SAKANAMON（2012年〜2016年）
- 佐良直美（1967年〜2013年）
- 桜井かずみ（1985年）
- 桜田淳子（1973年〜1983年）
- サクラメリーメン（2006年〜2012年）
- 佐々木李子（2016年〜2024年）（ランティスへ移籍）
- savage genius（2008年〜2010年）
- Salley（2013年〜2020年）（解散）
- THE ポッシボー（2012年〜2015年）（アップフロントワークスへ移籍）
- See-Saw（2001年〜2006年）
  - 石川智晶（2007年〜2012年）
- JK21（2014年）（解散）
- ジェロ（2008年〜2018年）
- 塩野健士（1994年〜1998年）
- シブヤDOMINION（VERSIONMUSIC所属）（2014年〜2015年）
- ジャニーズ（1964年〜1967年）
- しほの涼（2008年）
- 1314 V-station|直球(じかだま)メンバー
  - 宮村優子（ → サイトロン・デジタルコンテンツへの移籍を経て、声優専業へ）
  - 岩田光央（ → ケイエスエスレコードを経て、ランティスへ移籍）
  - 愛河里花子（ → CME移籍を経て、声優専業へ）
  - エクセル・ガールズ
    - 小林由美子（ → ユニット解散に伴い、音楽のみ一時活動休止 → シスター・プリンセス/SISTER PRINCESS、Pritsの一員でスターチャイルド（キングレコード）へ移籍（同ユニット活動終了後、再び音楽活動休止））
- しのづかまゆみ→篠塚満由美（1974年〜1979年）（ → キングレコード → ポリドールへの移籍を経て、「しじみとさざえ」というユニットで日本クラウンから再デビュー）
- 志村愛子
- 子門真人
- ジャッキー吉川とブルー・コメッツ（CBSコロムビア[注釈 13] → 日本コロムビア[注釈 14] → ビクター）（1973年〜1984年）
- ジャニーズ
  - あおい輝彦（ → RCAビクター → エレック → テイチク → キャニオンレコード → 徳間ジャパンコミュニケーションズガウス制作室）
- SCHAFT（1994年）
- しんまち七色ばんど（2014年）
- Jungle Smile（1996年〜2002年活動休止）
- 少年カミカゼ（2005年〜2008年解散）
- 荘野ジュリ（2004年〜2006年）
- SINGER SONGER（2005年〜2007年）
- Sweet Vacation（2008年〜2010年）
- 須賀響子（1994年〜1997年）
- スカポンタス（2003年〜2006年）
- SMAP（1991年〜2016年、グループ解散のため）
  - &G（2004年）
  - 香取慎吾&原由子（1997年）
  - Goro Inagaki・Jody Watley（1993年）
  - 慎吾ママ（2000年〜2001年）
  - チョナン・カン（2002年）
  - ハットリくん（2004年）
  - 両津勘吉（2009年）
  - The MONSTERS（2012年）
- 鈴木彩子（ → 1990年デビュー。1998年にDAIPRO-Xに移籍。その後一旦活動休止するが現在はインディーズでSAICOとして活動中）
- Scoobie Do（2002年〜2006年インディーズレーベルに移籍）
- SCHOOL GIRL'69（2004年〜2005年）
- SUPER SOUL SONICS（1998年〜2004年活動休止）
- SOURCE（2002年〜2007年解散）
- SOFT BALLET（1992年にアルファレコードから移籍し、1995年の解散までXEO LABELに在籍。2002年に再結成し、新たにワーナーと契約しているが、2003年にビクターよりDVDボックス、ベスト・アルバムをそれぞれリリースした。2003年再び活動を休止）
- スペクトラム（1979年〜1981年解散）
- SunMin（2006年〜2009年以降リリースなし）
- お掃除ユニットCLEAR'S（2014年〜2016年）（エイベックスへ移籍）
- SOLEIL（2018年〜2019年）（活動休止）
- DAIGO☆STARDUST（2003年〜2006年）（DAIGOのソロ・プロジェクト。2007年にロックバンド「BREAKERZ」を結成しZAIN RECORDSより再CDデビュー）
- 高岡早紀（1988年〜1991年）
- 高橋美佳子（2000年〜2001年パープルヒルズレコードに移籍）
- 高橋由美子（1990年〜1999年）
- 太川陽介（1976年〜1985年）
- 竹内電気（2008年〜2010年）
- 伊達春樹（ → 1978年に本名の山本譲二に改名してポニーキャニオンから再デビュー。同社の演歌部門撤退により、現在はテイチクエンタテインメントに在籍）
- Taja（2008年〜2009年）
- 立川清登（1985年12月31日逝去）
- 田中公平（ → 独立後、複数のレーベルで活動中）
- 田中星児（1973年〜1996年）
- 多岐川裕美（1980年〜1981年）
- 種ともこ（ソニーレコードから移籍。独立後、インディーズ中心で活動中）
- TAROかまやつ（2005年）
- ちあきなおみ（1981年〜1988年）（コロムビアから移籍（契約が切れていた間、CBS・ソニーから映画の挿入歌のシングルを発売） → テイチクへ移籍→長期にわたって活動休止中）
- チェリッシュ（1971年〜?年）
- 鶴田浩二（1951年〜1987年）
- DaizyStripper（同社内のCJビクターエンタテインメントから移籍）（2017年〜2018年）
- TSUYOSHI（2008年）
- Dew（2007年〜2011年）
- 東京エスムジカ（2004年〜2007年）
- 東京少年（1989年〜1991年解散）
- Tokyo Cheer② Party（2013年〜2015年）
- TOKYO No.1 SOUL SET（1998年〜2005年、 → エイベックスに移籍）
- Dr.ドラゴン&オリエンタル・エクスプレス（1976年〜1977年、Dr.ドラゴンこと筒美京平が指揮する覆面ニューソウルバンド）
- dorlis（2005年〜2007年）
- 殿さまキングス（1973年〜1990年）
- DOBERMAN INC（2004年〜2007年）
- 豊田泰光
- トルネード竜巻（2004年〜2005年）
- とんねるず（1984年 → 1986年にポニーキャニオンへ移籍）

な・は行
- ナイス橋本（2006年〜2009年）
- 仲雅美（1970年〜1974年）
- 中居正広（1991年〜2016年、SMAPとして）
- 中尾ミエ（1962年〜1989年）
- 中島愛（2009年〜2014年）
- 中坪健
- 長田栄二（東芝EMI（永田英二名義） → CBS・ソニー（八田英士名義） → RVC → ビクター（永田英士名義））
- 中山千夏
- nanoCUNE（2015年〜2017年、解散）
- 奈良沙緒理（2001年、 → 「Ace File」結成 → 自身の諸事情により、2002年4月に引退）
- 西川峰子（1974年〜?）
- 西田敏行（2007年 → 2011年6月にキングレコードよりシングルを発売）
- 新田一郎（1982年）
- NIHIL TENTION（現在は解散。ベースの濱田詩朗は現在宮崎にUターンして幾つかバンドで活動。ラジオパーソナリティーやローカルタレントしても活躍）
- High Speed Boyz（2009年〜2011年）
- 灰田勝彦（1936年〜1982年）
- 萩田光雄（ → 独立後、複数のレーベルで活動中）
- BAGDAD CAFE THE trench town（2005年〜2010年）
- 畑中葉子（1978年〜1985年）
- 8分のバニラ（1995年〜1996年）
- はつみかんな（1968年）（ → RCAビクター → しばたはつみに改名してコロムビアに移籍）
- 浜田麻里（1983年〜1990年）（ → MCAビクターを経て、現在は徳間ジャパンコミュニケーションズ所属）
- 林田健司（1996年〜）（2000年に一旦活動休止、2001年の活動再開後はレントラックエンタテインメント所属）
- hàl（1996年〜2001年）
- 80 pan（2006年にハレンチ☆パンチとしてデビュー → 2007年に本ユニットに改名→2009年解散）
- PANDA 1/2（2010年 → 2011年8月のシングルから自主レーベルP and A Entertainmentでリリース）
- バンバンバザール（2000年にデビュー → 契約満了前にインディーズに戻る。 → インディーズ）
- 髭（HiGE）（2005年〜2011年に日本コロムビアに移籍）
- ビートたけし（1981年～）
- ヒステリックパニック（2015年〜2020年）
- 平田祥一郎（作曲・編曲家）
- 日吉ミミ（1967年〜2011年没）
- 平井英子（戦前の童謡歌手）
- 平田祥一郎（作曲・編曲家）
- FUZZY CONTROL（2003年〜2006年、 → DCT recordsに移籍）
- FYT（2014年〜2016年）
- 深津絵里（1988年〜1992年）
- BRIAN SHINSEKAI（2018年〜2020年）
- 福山潤（2009年〜2013年）
- 藤井健
- 藤原誠
- 二村定一（戦前のオペラ歌手）
- BASEBALL☆GIRLS（2014年）
- Petit Pallet（2009年）
- FLYING KIDS（1998年2月に解散 → 2007年8月に再結成 → 自主レーベル）
- Fried Pride（2001年〜2016年）（解散）
- BLACK BOTTOM BRASS BAND（2003年〜2006年）
- フランク永井（1955年〜1985年）
- Full Of Harmony（2004年〜2009年）
- Paint in watercolour（1992年〜1993年）（解散）
- THE HEAVYMANNERS（2008年）
- HEADS（2000年〜2002年）（解散）
- Betty Blue（1990年〜1991年）
- 紅谷洋子（1973年〜1981年に日本クラウンに移籍、真咲よう子に改名して演歌歌手に転向）
- ぼくのりりっくのぼうよみ（2015年〜2019年1月）
- 星泉（長澤まさみ）（2006年）
- 堀下さゆり（2005年〜2007年）
- 干場かなえ（2008年〜2009年）
- WHY@DOLL（2014年〜2016年、 → T-Palette Recordsに移籍）

ま・や・ら・わ行
- Mighty Jam Rock（2003年〜2010年）
- まえけん♂トランス・プロジェクト（2005年〜2006年活動休止）
- 牧野由依（2005年〜2008年エピックレコードジャパンに移籍）
- マキ凛花（2005年〜2008年）
- Masumi（2007年以降リリースなし）
- 町あかり（2015年〜2019年、 → 日本コロムビア）
- 松尾和子（1959年〜1990年）
- 松崎しげる（1970年〜1984年、 → CBS・ソニー（楽京レーベル） → BMG JAPAN → オーマガトキ（新星堂子会社））
- 松田優作（1978年〜1987年）
- THE MAD CAPSULE MARKETS（1991年〜1997年、 → SPEEDSTAR RECORDS → 2005年にソニー・ミュージックレコーズに移籍。2006年4月に活動休止）
- 麻波25（2002年〜2004年解散）
- 松原みき（1988年、 → 歌手活動休止後、作曲家に転身。2004年10月7日死去）
- 松村和子（1980年〜1999年）
- 麻里圭子（1990年）（スポ根ドラマ『サインはV』（岡田可愛版）の主題歌を歌っていた歌手。「プティ・マミ」名義でアルバムもリリース）
- マルコシアス・バンプ（1990年〜1996年、無限活動停止）
- 丸山圭子（1980年〜1981年）（エレックレコード → キングレコード → ビクター → トーラスレコード、復帰後プライエイド → ポニーキャニオン → SPACE SHOWER MUSIC）
- MIO（ → SMEレコーズを経て、複数のレーベルで活動中。キングレコード発売のアニメ主題歌CDでメジャーデビュー）
- 三上博史（1988年〜1994年にBMGビクター → 歌手活動終了。現在は本業の俳優業に専念）
- Miz（1999年〜2007年にMizrockに改名してNAYUTAWAVE RECORDSに移籍）
- 水谷麻里（1986年〜1988年）
- Miho Hatori（2005年）
- 宮崎美子（1981年〜1983年）
- 三善英史
- MILKRUN（2002年〜、 → 2004年3月にAUDIO RULEZに改名 → 2005年4月1日のライブをもって解散）
- MINMI（2002年〜、 → 2009年にユニバーサルミュージック内ファー・イースタン・トライブ・レコーズへ移籍）
- 村田一美（1995年〜1997年）
- Mary's Blood（2015年〜2017年）
- May'n（2008年〜2020年、 → Digital Double）
- 持田真樹（1993年〜1996年）
- ザ・モップス（ → 1970年に東芝音楽工業へ移籍、1974年解散。メンバーの鈴木ヒロミツはグループ解散後も活動を続けていたが2007年3月に逝去）
- YA-KYIM（2005年〜2007年）（ → 2008年にワーナーミュージック・ジャパンへ移籍）
- 野狐禅（2003年〜2006年、 → インディーズ → 解散）
- やしきたかじん（1976年キングレコードよりデビュー → 1983年ビクター音楽産業に移籍 → 1992年ポリスターに移籍（2009年まで在籍） → 2010年にビクターエンタテインメントに再移籍。2014年1月3日に食道癌で死去）
- 湧口愛美（2005年〜2006年、2007年以降リリースなし → 音楽活動終了）
- 山口リサ（2007年〜2013年）
- 山本正之（プロデビュー当初はワーナー・パイオニアに所属。その後1977年から2000年にかけてビクターエンタテインメントに在籍した）
- 安原みき（ → 活動休止後、同社専属の作詞家へ転身）
- 山崎あおい（2012年〜2017年）（インディーズへ移行）
- 山田千鶴（年〜年）（2002年4月に同社でシングル「林檎のうさぎ」を発売したのみ）
- 悠木碧（2012年〜2017年、 → 日本コロムビア）
- 雪丸美歩（1995年〜1996年）
- 雪村いづみ（1958年〜）
- U-DOU&PLATY（2006年〜2007年にRIDDIM ZONEに移籍）
- United（1995年〜1998年）
- 吉田直樹（2002年〜2004年）
- 吉田凜音（2014年〜2015年）
- 吉永小百合（1962年〜）
- 米澤円（2014年）
- ROUND TABLE featuring Nino（2008年〜2012年）
- ランクヘッド（2003年〜2015年）
- livetune（2008年〜2010年、トイズファクトリーへ移籍）
- リア・ディゾン（2007年〜2008年）（結婚に伴い音楽活動終了）
- リトル・ピンク
- 龍之介（2000年〜2004年）
- りりィ（東芝EMI → ビクターインヴィテーション → BMG JAPAN → 「Lily-Yoji（りりィあんどよーじ）」として日本コロムビアへ移籍）
- リンリン・ランラン（1974年〜1976年）
- Reol（2015年、2018年〜2021年）
- レッド・ペッパー・ガールズ（2008年〜2009年）
- レミオロメン (2003年〜2012年)（OORONG RECORDSへ移籍）
- ROCKY CHACK（2008年〜2009年）
- 和田弘とマヒナスターズ

### ビクターレーベル以外の外資系レーベル

#### RCAレコード（1975年9月20日まで）
その後、RVC、BMGビクター、BMGファンハウス、BMG JAPAN、アリオラジャパンを経て2014年4月に発足したソニー・ミュージックエンタテインメント（SMEJ）の完全子会社のソニー・ミュージックレーベルズに統合され、同社の社内レーベルとして機能される形で法人そのものが消滅。資本関係の変化によりソニー・ミュージックグループに原盤権が移動（個人および芸能事務所が所持しているものや、BMG時代に撤退した演歌部門の一部音源など他社に譲渡されたものを除く）。
- あおい輝彦（ → エレック → テイチク → キャニオン → 徳間ジャパンコミュニケーションズガウス制作室）
- 浅野ゆう子（ → ファンハウス。後年、田中美佐子とのユニットで東芝EMIからリリース）
- 内山田洋とクール・ファイブ
  - 前川清（ → ポニーキャニオン → （旧）BMGジャパン → ガウスエンタテインメント（現：徳間ジャパンコミュニケーションズガウス制作室） → テイチクエンタテインメント）
- キャッスル&ゲイツ
- 西城秀樹（ → BMGルームス（のちのRooms RECORDS）D.O.G. HOUSE → BMGビクター復帰（BMGルームス時代の音源もBMGビクターに移動） → キングレコード → EMI RECORDS）
- 沢田亜矢子（ → 日本クラウン。後年、あべ静江・林寛子・大場久美子とのユニット「女盛りゲザデレタ」でガウスからリリース）
- 柴俊夫
- シモンズ
- 野村真樹（現：野村将希）
- 野路由紀子
- はつみかんな（ビクターから移籍 → しばたはつみに改名して日本コロムビアに移籍）
- フィフィ・ザ・フリー（テイチク／ユニオンレコード → アルファミュージック → RCA）
- 藤圭子
- ヘドバとダビデ
- 本郷直樹
- 牧村三枝子（後にポリドール → トーラスレコード → ニュートーラス（ともに現：ユニバーサルミュージック）を経て、現在はバップに在籍）
- 南陽子
- 森田健作（ → フォーライフ）
- リトル・ギャング
- 和田アキ子（後にワーナーミュージック・ジャパン、テイチクを経て、現在はユニバーサルミュージックに在籍。RCA、ワーナー、テイチク時代の音源はホリプロが所持）

#### フィリップス・レコード（1970年5月31日まで）
その後、日本フォノグラム、マーキュリーミュージックエンタテインメント、キティMMEを経てユニバーサルシグマ（ユニバーサル ミュージック合同会社）に社名を変更。
- 尾崎紀世彦
- ザ・カーナビーツ（アイ高野）
- ザ・サベージ（寺尾聰）
- ザ・ジャガーズ
- ザ・スパイダース（堺正章、井上順（※）、かまやつひろし（※））
- ザ・テンプターズ（萩原健一）
- 長谷川きよし※
- マイク眞木
- 森山良子※（その後、CBS・ソニー → ポリドールを経て、現在はドリーミュージック所属）

※日本フォノグラムとして独立後も引き続き在籍。
以上の音源はシンコーミュージック・エンタテイメントが所持しているため、現在はクロニクルから発売中。

## ゲーム
ビクターインタラクティブソフトウェアから発売されたゲームはマーベラス発売のゲームタイトル一覧を参照。

### 家庭用ゲーム機
1986年
- 9月8日 バナナ（FC）

1987年
- 3月17日 花のスター街道（FC）
- 12月4日 アウトランダーズ（FC）

1988年
- 3月18日釣りキチ三平 〜ブルーマーリン編〜（FC）
- 8月26日 イースI（FC）
- 9月23日 魔境伝説（PCエンジン、HuCARD）
- 12月16日 かぐや姫伝説（FC）

1989年
- 3月24日 死霊戦線（PCエンジン、HuCARD）
- 10月27日 鏡の国のレジェンド（PCエンジンCD-ROM2）
- 11月24日 ジャック・ニクラウス チャンピオンシップゴルフ（PCエンジン、HuCARD）

1990年
- 2月23日 虎への道（PCエンジン、HuCARD）
- 3月23日 フラッピースペシャル（GB）
- 3月23日 サンサーラ・ナーガ（FC）
- 3月30日 キング・オブ・カジノ（PCエンジン、HuCARD）
- 5月25日 イースII（FC）
- 6月15日 ULTRABOX 創刊号（PCエンジンCD-ROM2）
- 8月24日 マジカルサウルスツアー（PCエンジンCD-ROM2）
- 8月30日 雀豪（FC）
- 9月7日 暗黒伝説（PCエンジン、HuCARD）
- 9月14日 ジャック・ニクラウス ワールドゴルフツアー（PCエンジンCD-ROM2）
- 9月21日 バルダーダッシュ（GB）
- 9月28日 ULTRABOX 2号（PCエンジンCD-ROM2）
- 12月14日 トイショップボーイズ（PCエンジン、HuCARD）
- 12月28日 ULTRABOX 3号（PCエンジンCD-ROM2）

1991年
- 2月22日 虹のシルクロード（FC）
- 3月29日 TVスポーツフットボール（PCエンジン、HuCARD）
- 4月26日 スクウィーク（ゲームギア）
- 5月24日 ULTRABOX 4号（PCエンジンCD-ROM2）
- 6月21日 チョップリフターII（GB）
- 7月26日 シャーロック・ホームズの探偵講座（PCエンジンCD-ROM2）
- 8月2日 スクウィーク（PCエンジン、HuCARD）
- 9月27日 ULTRABOX 5号（PCエンジンCD-ROM2）
- 11月15日 スター・ウォーズ（FC）

1992年
- 1月31日 ULTRABOX 6号（PCエンジンCD-ROM2）
- 3月13日 ライジングサン（PCエンジンCD-ROM2）
- 3月27日 シャドー・オブ・ザ・ビースト 魔性の掟[注釈 15]（MD、PCエンジンSUPER CD-ROM2）
- 7月17日 ソーサリアン（PCエンジンSUPER CD-ROM2）
- 7月24日 ストラテゴ（PCエンジン、HuCARD）
- 8月7日 プリンス・オブ・ペルシャ（メガCD）
- 9月18日 ダンジョン・マスター セロンズ・クエスト（PCエンジンSUPER CD-ROM2）
- 9月25日 ワンダードッグ（メガCD）
- 9月25日 シェイプシフター 魔界英雄伝（PCエンジンSUPER CD-ROM2）
- 9月25日 LOOM（PCエンジンSUPER CD-ROM2）

1993年
- 3月12日 スターウォーズ 帝国の逆襲（FC）
- 3月19日 ウルフチャイルド（メガCD）
- 3月26日 ジャガーXJ220（メガCD）
- 4月29日 TVスポーツ アイスホッケー（PCエンジン、HuCARD）
- 4月29日 TVスポーツ バスケットボール（PCエンジン、HuCARD）
- 5月28日 シャーロック・ホームズの探偵講座II（PCエンジンCD-ROM2）
- 8月27日 雀豪ワールドカップ（メガCD）
- 9月23日 モンキー・アイランド ユーレイ海賊大騒動!（メガCD）
- 9月27日 イースIII ワンダラーズフロムイース（FC）
- 11月19日 ルイン 神の遺産（PCエンジンSUPER CD-ROM2）
- 12月17日 メタルファング（MD）
- 12月29日 とらべらーず 伝説をぶっとばせ（PCエンジンSUPER CD-ROM2）

1994年
- 2月25日 マイクロコズム（メガCD）
- 3月18日 ハイムドール（メガCD）
- 3月25日 ダンジョンマスターII スカルキープ（メガCD）
- 4月28日 ノンタンといっしょ くるくるぱする（GB）
- 6月11日 ノンタンといっしょ 〜のはらであそぼ〜（3DO）
- 7月29日 シャドー・オブ・ザ・ビーストII 邪神の呪縛（メガCD）
- 8月26日 アルシャーク（PCエンジンSUPER CD-ROM2）
- 9月22日 スター・ウォーズ レベル・アサルト（メガCD）
- 9月30日 バトルコープス（メガCD）
- 12月22日 ソウルスター（メガCD）

1995年
- 2月24日 大封神伝（メガCD）
- 3月17日 スーパー雀豪(スーパーファミコン)
- 3月31日 餓狼伝説SPECIAL（メガCD）
- 4月21日 Jリーグ ライブ'95（GB）
- 5月19日 ノンタンといっしょ ほしのおくりもの（3DO）
- 9月29日 メタルファイターMIKU（SS）
- 10月20日 キング・オブ・ボクシング（SS）
- 10月27日 アメリカ横断ウルトラクイズ（SS）
- 12月15日 クラシックロード（PS）

1996年
- 2月23日 サンダーホーク II（SS）
- 2月23日 シーバスフィッシング（SS）
- 2月23日 アメリカ横断ウルトラクイズ（PS）
- 3月1日 ノバストーム（PS）
- 5月17日 慶応遊撃隊 活劇編（SS）
- 5月24日 サンダーホーク II（PS）
- 6月21日 シーバスフィッシング（PS）
- 8月23日 トーナメント・リーダー（SS・PS）

1998年
- 9月17日 慶応遊撃隊外伝 蘭末ちゃんの大江戸すごろく（PS）

発売中止
- スクランブル21（FC）

### パソコンゲーム
1984年
- アーケードオリンピックス（FM-7、5.25D、3.5D、オムニバス）
- アーケードオリンピックス 大自然編（FM-7、テープ、オムニバス）
- アーケードオリンピックス 大都会編（FM-7、テープ、オムニバス）
- 新竹取物語（PC-88）

1985年
- モールモール（MSX-テープ）

1986年
- ナイルの涙（MSX-ROM）
- ペガサス（MSX-ROM）
- ポイントX占領作戦（MSX-ROM）
- ミクとしおりのニャンニャンプロレス（MSX-ROM）
- モールモール（MSX-ROM）

1987年
- 敵は海賊・海賊版（PC-8801）
- グイン・サーガ 豹頭の仮面（PC-8801）
- シャウトマッチ（MSX-ROM）
- 死霊戦線（MSX-ROM）
- ドレイナー（MSX-ROM）
- ヴィーナスファイヤー（MSX-ROM）
- モールモール2（MSX-ROM）

1988年
- EDIPAL（MSX-DISK）
- 雀豪1（MSX-DISK）
- 死霊戦線2（MSX-DISK）
- 釣りキチ三平ブルーマリン編（MSX-ROM）

1989年
- 8月21日やじうまペナントレース（MSX-DISK）
- 釣りキチ三平釣り仙人編（MSX-ROM）

1990年
- 7月20日ジャックニクラウスチャンピオンシップゴルフ（MSX-DISK）
- 湘南伝説（MSX-DISK）

発売年月日不明
- キャッスルズ リアルタイム 築城シミュレーション（PC-9801-5インチソフト）
- ストラテゴ（PC-9801-5インチソフト）
- やじうまペナントレース1988（PC-8801 SRソフト）
- 雀豪2 強知能版（PC-9801-5インチソフト）
- エアーコンバットII スペシャル（FM TOWNS）
- 満開電飾（PC-9801 -3.5インチソフト/ アダルトゲーム）
- O星占術大全 -ゼロスターせんじゅつたいぜん（PC-9801-3.5インチソフト）
- クラシックロード1（PC-9801-3.5インチソフト）
- やじうまペナントレース2 1991（PC-9801-5インチソフト）
- ミュージアム4 サウンド（PC-9801-5インチソフト）
- ジャック・ニクラウス チャンピオンシップ・ゴルフ（PC-9801-5インチソフト）
- やじうまペナントレース 1990データ（PC-9801-5インチソフト）
- 満開電飾III（PC-9801-5インチソフト アダルトゲーム）
- 大遊言（PC-9801-3.5インチソフト/5インチソフト）
- やじうまペナントレース 1989データ（PC-9801-5インチソフト）
- カンプグルッペ（PC-9801-5インチソフト/オリジナルは、SSI(IBM-PC版)）
- やじうまペナントレース2 1991（PC-9801-3.5インチソフト）

### スマートフォン用アプリゲーム
- ラスリペ

ビクターエンタテインメント・ゲームズよりリリース。
- THE KING OF FIGHTERS for GIRLS（2019年11月8日）[12]

## 補足
- かつて同社の社長・会長を務め、その後日本レコード協会の会長も務めた冨塚勇はCCCD推進派だったが、実際のところ同社では当初からアーティストやレーベルなどによっては採用されていない例も多く（m-serve関係では2枚発売した後は通常のCD形式に戻された）、CCCDを導入していた時期は、スクービードゥー等のHPの掲示板等でCCCDを肯定する書き込みを自作自演した問題や、TRICERATOPS等のアルバムが発売直前にCCCD化された問題等、CCCD反対派からのバッシングが強かった。その上、他社のCCCD製品と比べ当該製品がCCCDであるとの表示がわかりにくい（CCCDマークが付いていない・非常に小さい等）ことが多く、これらの問題もあいまって社内ではCCCD推進に否定的な者が少なくないとされる。このためか、2005年に入るとCCCDでのリリースは事実上撤退した。
- 1980年、子供向けマスコットキャラクター「パルちゃんとそのなかまたち」を開発。キャラクターデザインはあべまりあ。同社の子供向けレコード・カセットテープでマスコットとして使用された他、キャラクターライセンス商品も各社から販売された[34]。
- 以前はサンミュージックプロダクションとの結びつきが強かった。森田健作・太川陽介・桜田淳子・リンリン・ランラン・水谷麻里・安達祐実・酒井法子などが所属していた。現在もこれらのアーティストのベスト盤はビクターから発売されている。1999年には、サンミュージックタレントの楽曲（ビクター所属タレント以外の楽曲も含めて）を収録した「サウンド・オブ・サンミュージック」を発売した。
- JVCケンウッド・ビクターエンタテインメントへ一旦商号変更された2014年4月1日から2024年3月31日までの期間は日本レコード大賞や日本ゴールドディスク大賞などに見られる音楽賞を除く各種メディアでは「法人名の名称そのものが長すぎる」という理由で『ビクターエンタテインメント』と表記されるケースがほとんどであった。